# Chronologie de l'invasion de l'Ukraine par la Russie (juin 2025)
Cet article fait partie de la chronologie de l'invasion de l'Ukraine par la Russie et présente une chronologie des événements clés de ce conflit durant le mois de juin 2025.
Pour les événements précédents, voir Chronologie de l'invasion de l'Ukraine par la Russie (mai 2025).
Pour les événements suivants, voir Chronologie de l'invasion de l'Ukraine par la Russie (juillet 2025).
- Invasion de l'Ukraine en cartes : l'évolution des combats semaine après semaine

Au début du mois de juin 2025, la Russie contrôle environ 20 % du territoire de l'Ukraine.

## Chronologie des évènements

### 1er juin
Dans la nuit de samedi à dimanche, dans l'oblast de Briansk, un pont routier s'effondre sur les voies ferrées à la suite d'une explosion, ce qui entraîne le déraillement d'un train qui relie Klimov à Moscou, au niveau de Pilchino-Vygonitchi. Cette même nuit, dans l'oblast de Koursk, un pont ferroviaire a également été détruit par une explosion, ce qui a provoqué le déraillement d'un train de marchandises, dont la locomotive est tombée sur l'autoroute en contrebas. Ces deux accidents ont fait sept morts et plus d'une soixantaine de blessés,,.
L'Ukraine lance une offensive aérienne de grande ampleur dite Opération Toile d'araignée sur le territoire russe à l'aide de drones visant des usines d'armements et des bases aériennes. L'offensive permet de détruire plusieurs bombardiers sur leurs pistes d'atterrissage,,. La plupart de ces drones décollent depuis des camions troyens situés à proximité de leurs cibles, grâce à un grand nombre d'agents ukrainiens infiltrés en Russie. Des maisons préfabriquées en bois auraient servi à dissimuler les drones. À la suite de ces attaques, l’Ukraine revendique la destruction d'une quarantaine de bombardiers lourds et des dégâts à hauteur de 7 milliards de dollars. Si ces pertes étaient confirmées, elles représenteraient un tiers de la flotte russe de bombardiers stratégiques.
Le groupe de combattants de la résistance ukrainienne Atesh revendique l'incendie d'un boîtier relais sur la nouvelle ligne ferroviaire de Volnovakha-Marioupol, dans l'oblast de Donetsk, ce qui met en panne le système de signalisation et perturbe la circulation des trains.

### 2 juin
Le texte complet du « mémorandum » russe a été diffusé par les médias russes. Ce document a été transmis à l’Ukraine aujourd'hui lors des négociations à Istanbul. Il exige principalement :
- Le retrait des troupes ukrainiennes de quatre oblasts (oblasts de Louhansk, Donetsk, Zaporijjia et Kherson), ainsi que la reconnaissance internationale de la Crimée comme étant russes et le retrait complet des Forces armées ukrainiennes desdits territoires. C'est la première option pour un cessez-le-feu.
- La neutralité de l'Ukraine et son renoncement à intégrer toute alliance ou coalition militaire (Otan) et la tenue d'élections présidentielles et législatives, suivies de la signature d'un traité de paix.
- L'interdiction de redéploiement des forces armées de l'Ukraine, à l’exception des mouvements de retrait des troupes.
- L'interdiction de la réception et du déploiement d'armes nucléaires en Ukraine, ainsi que de la fourniture d'armes et de renseignements occidentaux.
- Lever toutes les sanctions contre la Russie et en abandonner de nouvelles, ainsi que refuser les réparations de la Fédération de Russie.
- L'amnistie pour les prisonniers politiques russes et la protection de la « population russophone ».

### 3 juin
Le SBU a mené une attaque contre le pont de Crimée. Selon le département, des explosifs d'une puissance de 1 100 kg équivalent TNT ont été placés sous l'un des piliers du pont. L'explosion aurait gravement endommagé les contreforts du pont au niveau inférieur. Selon le SBU, le pont est dans un état de délabrement. La circulation routière sur le pont a été bloquée deux fois au cours de la journée,.
- Vidéo de l'explosion publiée par le SBU

### 4 juin
Le Premier ministre moldave Dorin Recean, citant des données des services de renseignement moldaves, indique que la Russie a l'intention de déployer 10 000 soldats dans la Transnistrie non reconnue, qui borde l'oblast d'Odessa en Ukraine.

### 5 juin
L'armée ukrainienne a lancé une attaque de missiles contre le système de missiles russe Iskander dans l'oblast de Briansk. La frappe, qui a été menée contre des éléments de la 26e brigade de missiles russe à Ovseenkov (en) près de la ville de Klintsy lors des préparatifs d'une frappe sur la capitale ukrainienne, a détruit un système et en a endommagé deux autres,,.
- Vidéo de lancements de missiles Iskander

### 6 juin
La Russie bombarde massivement Kiev avec des drones et des missiles balistiques dans la nuit de jeudi à vendredi, faisant au moins trois morts dans la capitale et 49 blessés. Dans la ville de Loutsk, proche de la frontière polonaise, une autre attaque massive de missiles et drones a détruit un immeuble résidentiel, faisant cinq blessés. Au total, plus de 400 drones et 40 missiles sont utilisés par la Russie pour bombarder l'Ukraine selon Volodymyr Zelensky, qui enjoint ses alliés à réagir à ces nouvelles frappes.
De son côté, l'armée ukrainienne bombarde des aérodromes militaires et des dépôts de carburant dans les régions russes de Saratov (ouest) et Riazan (centre), et vise Moscou avec une dizaine de drones, forçant la fermeture de trois aéroports desservant la capitale.

### 7 juin
La Russie a bombardé l'Ukraine dans la nuit à : 174 drones auraient été neutralisés selon les forces armées ukrainiennes, sur 206, et deux missiles balistiques Iskander-M/KN-23, six missiles guidés X-59/69 et un missile de croisière Iskander-K auraient également été utilisés. À Kharkiv, ces frappes ont atteint deux tours résidentielles et tué trois personnes et blessé vingt autres, dont deux enfants. À Loutsk, un immeuble résidentiel a été atteint, ce qui a provoqué la mort d'un couple et fait plus de trente blessés.

### 8 juin
La Russie bombarde dans la nuit du 8 juin. Selon les forces armées ukrainiennes, 49 drones d'attaque de type Shahed et divers types de drones simulateurs, un missile antinavire Onyx et deux missiles guidés X-59/6 ont été utilisés. En France, le ministre des Armées Sébastien Lecornu annonce que l'entreprise de construction automobile Renault va produire des drones en Ukraine en s'associant à une PME française spécialisée dans la défense, avec des lignes de production à quelques dizaines ou centaines de kilomètres du front.

### 9 juin
Dans la nuit du 8 au 9 juin, l'armé de l'air ukrainienne annonce que la Russie a lancé sur l'Ukraine un nombre record de 499 drones explosifs. 479 de ces drones auraient été interceptés, ainsi que 19 des 20 missiles tirés par l'agresseur. Ce dernier aurait employé 4 missiles Kh-47M2 Kinjal, dix missiles de croisière Kh-101, trois missiles de croisière Kh-22 au dessus de la mer Noire, deux missiles air-surface Kh-31, et un missile anti-navire Kh-35 tiré depuis la Crimée occupée,.
L'Ukraine aurait également conduit une frappe sur un aérodrome militaire dans l'oblast russe de Voronej,.

### 11 juin
Volodymyr Zelensky accueil a Odessa la quatrième édition du sommet Ukraine-Europe du Sud-Est.

### 17 juin
Les forces russes lancent un total de 440 drones et 32 missiles sur Kyiv, endommageant des bâtiments et des installations publiques. La Russie a notamment visé des infrastructures critiques, des bâtiments éducatifs et des immeubles résidentiels, tel une tour de logement dans le quartier de Solomianskyi. Selon un bilan révisé, les frappes ont fait 28 morts et plus de 100 blessés.

### 20 juin
Les forces russes lancent une attaque de drone à grande échelle à Odessa, endommageant des bâtiments et des installations publiques, faisant une personne tuée, et 14 autres blessées.

### 23 juin
Les forces russes lancent une attaque de drones et de missiles à grande échelle sur Kiev, endommageant des zones résidentielles, des hôpitaux et des infrastructures sportives, tuant neuf personnes et en blessant au moins 33 autres.

### 25 juin
L'Ukraine et le Conseil de l'Europe concluent un accord bilatéral à Strasbourg visant à la création d'un Tribunal spécial pour le crime d'agression contre l'Ukraine,.

### 27 juin
Des bombardement russes font au moins cinq morts et plus d'une vingtaine de blessés dans la ville ukrainienne de Samar, dans la région de Dnipropetrovsk (centre-est).

### Juillet 2025
Pour les événements suivants, voir Chronologie de l'invasion de l'Ukraine par la Russie (juillet 2025).